# Climax Lawrence
Climax Lawrence (Margao, 16 januari 1979) is een Indiaas voetballer die bij voorkeur als middenvelder speelt. Anno 2015 speelt hij voor Mumbai FC.

## Internationale carrière
In 2002 werd hij door toenmalig bondscoach Stephen Constantine opgeropen voor het nationale team van India. Tijdens de AFC Challenge Cup in 2008 scoorde hij in de wedstrijd tegen Afghanistan in blessuretijd de enige treffer van de wedstrijd. Lawrence bedankte op 1 februari 2012 voor het nationale team.

## Erelijst

### MetDempo Sports Club
| Competitie             | Winnaar | Winnaar | Runner-up | Runner-up |
| Competitie             | Aantal  | Jaren   | Aantal    | Jaren     |
| ---------------------- | ------- | ------- | --------- | --------- |
| Nationaal              |         |         |           |           |
| I-League               | 1x      | 2009/10 |           |           |
| Fedaration Cup (beker) |         |         | 1x        | 2012      |

### MetAtlético de Kolkata
| Competitie          | Winnaar | Winnaar | Runner-up | Runner-up |
| Competitie          | Aantal  | Jaren   | Aantal    | Jaren     |
| ------------------- | ------- | ------- | --------- | --------- |
| Nationaal           |         |         |           |           |
| Indian Super League | 1x      | 2014    |           |           |

### MetIndia
| Competitie        | Winnaar | Winnaar | Runner-up | Runner-up |
| Competitie        | Aantal  | Jaren   | Aantal    | Jaren     |
| ----------------- | ------- | ------- | --------- | --------- |
| Internationaal    |         |         |           |           |
| AFC Challenge Cup | 1x      | 2008    |           |           |
| Nehru Cup         | 1x      | 2009    |           |           |